# Carlos Chagas (Minas Gerais)
Carlos Chagas is een gemeente in de Braziliaanse deelstaat Minas Gerais. De gemeente telt 21.212 inwoners (schatting 2009).

## Aangrenzende gemeenten
De gemeente grenst aan Ataléia, Crisólita, Nanuque, Teófilo Otoni, Medeiros Neto (BA) en Ecoporanga (ES).